# David Delamare
 (novembre 2014).
Si vous disposez d'ouvrages ou d'articles de référence ou si vous connaissez des sites web de qualité traitant du thème abordé ici, merci de compléter l'article en donnant les références utiles à sa vérifiabilité et en les liant à la section « Notes et références ».
 (mai 2017).
David Delamare est un artiste-peintre et un dessinateur anglais né le 9 décembre 1951 à Leicester et mort le 19 septembre 2016.

## Biographie
David Delamare naît à Leicester en Angleterre, mais il passe la majeure partie de sa vie aux États-Unis, en Oregon. Dès son plus jeune âge, David Delamare dessine et écrit. Il aime la nuit qu’il trouve plus propice à l’expression de son art. Il adore voyager, mais n'a jamais conduit de voiture. Cet artiste n'aime pas les contraintes, et c'est pour cela qu'il accepte rarement des projets commerciaux, qui entraînent de nombreux obstacles à la libre création.

## Idées et influences
David Delamare apprécie la culture, cinéma, théâtre, littérature, musique. Il s'inspire de la musique de Mozart, Gershwin ou encore Newman. David Delamare est également influencé par d'autres artistes comme Maxfield Parrish, Giorgio de Chirico, Georges Seurat ou encore Edward Hopper. Ce peintre anglais tire aussi ses idées de l'école médiévale.
David Delamare aime aussi représenter les animaux dans ces tableaux, pour l'artiste, les animaux représentent les caractéristiques ou personnalités humaines, il s'inspire donc de leurs comportements lorsqu’il peint.

## Technique de travail
Au début de sa carrière d'artiste, il préférait travailler avec de la gouache. Puis, plus tard il découvre l'acrylique et donc par la même occasion la luminosité dans ses peintures. Plus il avançait dans sa carrière d'artiste, plus il élargissait sa gamme de matériel, qu'il mélangeait les uns avec les autres pour perfectionner son travail. Aujourd'hui, il utilise de la peinture, à l'huile ou acrylique, des crayons pastels ou à l'huile. Chaque matière apporte un effet différent sur sa peinture. La seule chose que David Delamare n'a jamais utilisée, c'est un ordinateur. David Delamare utilise souvent des modèles qui sont obligés de prendre des poses peu communes. II cherche et trouve ses modèles en se promenant dans les rues, les magasins etc. Par contre, il préfère la lumière artificielle car il aime le côté théâtral que donne cette « fausse lumière ».

## Ses travaux
Bien que David Delamare n'aime pas les projets commerciaux, il a tout de même travaillé sur un certain nombre d'ouvrages, soit en tant qu'illustrateur, soit en tant qu'écrivain, ou les deux:
- Écrit et illustré par David Delamare
  - The Christmas Secret
  - Cinderella (adapté)
  - The Man in the Moon and the Hot Air Balloon
- Illustré par David Delamare
  - Hawk's Tale de John Balaban
  - Midnight Farm de Carly Simon
  - Mermaids & Magic Shows: The Paintings of David Delamare de Nigel Suckling
- Illustré et/ou écrit en collaboration avec David Delamare
  - Animerotics: A Forbidden Cabaret in 26 Acts avec Wendy Ice